# Američko sociološko udruženje
Američko sociološko udruženje (American sociological association) je neprofitna organizacija posvećena razvijanju i promoviranju sociologije kao znanstvene discipline. Aktivnost ASU-a uključuje godišnje sastanke, te izdavanje nekoliko akademskih časopisa, a broji više od 14 tisuća članova (profesora, studenata, istraživača) što ga čini najvećim profesionalnim udruženjem sociologa u svijetu.
Udruženje je nastalo 1905. u Washingtonu pod nazivom Američko sociološko društvo (American sociological society), ali je ime promijenjeno 1959. zbog neugodnosti vezanih uz neprimjerene asocijacije koje su inicijali naziva pobuđivali (ASS = stražnjica na engleskom). Glavna dilema pri osnivanju Društva odnosila se na pitanje trebali funkcionirati samostalno ili kao dio već postojeće organizacije, poput Amerčkog ekonomskog udruženja ili Američkog udruženja za unaprijeđenje znanosti. Od samog opčetka, organizacija se bavi promocijom sociologije i utvrđivanjem njenog statusa u znansti općenito. Tako se osnivaja Istraživački odbor društvenih znanosti, sastavlja Enciklopedija društvenih znanosti, pomaže razvoj Američkog vijeća obrazovnih društava, te čak organiziranje sveučilišnog bratstva na sveučilištu u Chicagu. Udruženje se osobito naglo razvija nakon II. svjetskog rata kada doživljava svoju "zlatnu eru". Pokreću se razni sociološki časopisi, od kojih su najpoznatiji Američki časopis za sociologiju i Američka sociološka revija.

## Časopisi ASU-a
- Američka sociološka revija (American Sociological Review)
- Grad i zajednica (City & Community)
- Suvremena sociologija (Contemporary Sociology)
- Kontekst (Contexts)
- Časopis o zdravlju i društ. ponašanju (Journal of Health and Social Behavior)
- Ružičasta serija (Rose Series)
- Socijalna psihologija - tromjesečnjak (Social Psychology Quarterly)
- Sociološka metodologija (Sociological Methodology)
- Sociološka teorija (Sociological Theory)
- Sociologija obrazovanja (Sociology of Education)
- Podučavanje sociologije (Teaching Sociology)

## Vanjske poveznice
- American Sociological Association